# Клаудио Бонани
Клаудио Бонани (на италиански: Claudio Bonanni) е италиански футболист, който играе на поста дефанзивен полузащитник. Състезател на Марсашлок.

## Кариера
Бонани е юноша на Милан, но така и не дебютира за мъжкия отбор на "росонерите".
На 8 август 2018 г. подписва с Камза. Прави дебюта си на 18 август при победата с 0:1 като гост на Тирана.
На 21 януари 2020 г. Клаудио преминава в отбора на Биркиркара. Записва своя дебют на 3 февруари при равенството 0:0 като гост на Балзан.

### Хебър
На 2 юли 2022 г. е обявен за ново попълнение на пазарджишкия Хебър. Дебютира на 24 юли при загубата с 2:1 като гост на Локомотив (Пловдив).